# Oberonia werneri
Oberonia werneri är en orkidéart som beskrevs av Rudolf Schlechter. Oberonia werneri ingår i släktet Oberonia och familjen orkidéer. Inga underarter finns listade i Catalogue of Life.